# Marguerite Alibert
Marguerite Marie Alibert, auch Maggie Meller, Marguerite Laurent und Princess Fahmy, (* 9. Dezember 1890 in Paris; † 2. Januar 1971 ebenda) war eine französische Prostituierte und Gesellschaftsdame. 1923 erschoss sie ihren ägyptischen Ehemann Ali Kamel Fahmy Bey im Londoner Savoy Hotel. In einem Gerichtsprozess wurde sie freigesprochen. Dabei wurde mutmaßlich verhindert, dass ihre Liebesbeziehung zum späteren britischen König Edward VIII. publik wurde.

## Biographie

### Jugend und Leben als Mätresse
Marguerite Alibert wurde als Tochter der Haushälterin Marie Aurand und des Droschkenkutschers Firmin Alibert in Paris geboren. Sie hatte einen jüngeren Bruder, der im Alter von vier Jahren starb, als er von einem Auto überfahren wurde. Marguerite, die auf ihn hätte aufpassen sollen, wurde von ihren Eltern die Schuld an diesem Unglück zugesprochen, weshalb sie in eine Klosterschule geschickt wurde. Nachdem sie die Schule verlassen hatte, ging sie offenbar als Dienstmädchen in Stellung. Mit 16 wurde sie schwanger und musste ihr Kind, ein Mädchen namens Raymonde, in Pflege aufs Land geben.
Unter der Anleitung einer Bordellbetreiberin mit vornehmer Klientel entwickelte sich Marguerite Alibert zu einer Edel-Prostituierten von „besonderer Klasse“, indem sie unter anderem Sprach- (sie sprach Französisch zuvor mit Akzent) und Benimmunterricht erhielt. 1907 lernte sie den über 20 Jahre älteren und wohlhabenden André Meller aus Bordeaux kennen und wurde seine Mätresse. Obwohl dieser verheiratet war, nannte sich Alibert fortan Madame Meller und wurde unter diesem Namen in Paris bekannt. Das Paar trennte sich 1913, nachdem es wegen der berechtigten Eifersucht von Meller zu hitzigen Auseinandersetzungen gekommen war, bei denen Alibert etwa aus Wut dessen Pferde freiließ und die Polizei geholt werden musste. Sie erhielt von Meller eine Abfindung in Höhe von 200.000 Francs.

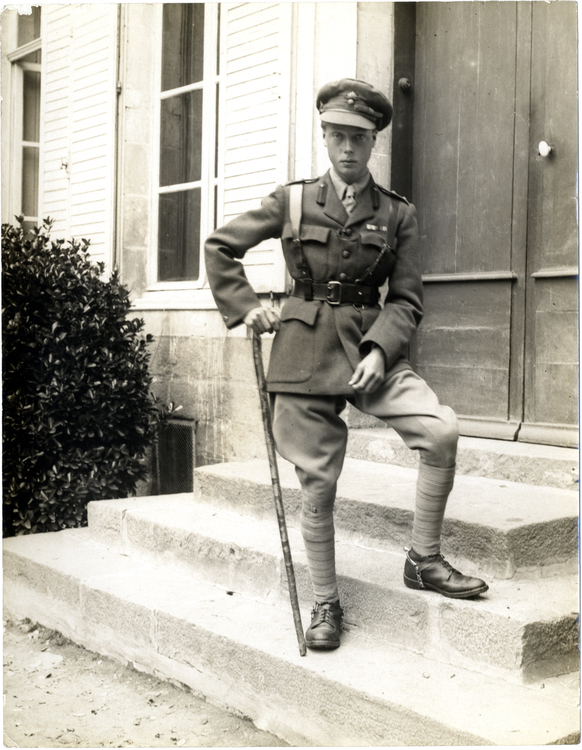
Prinz Edward in Frankreich (1915)

Im April 1917 wurde Marguerite Alibert, die inzwischen in Paris als Luxus-Mätresse bekannt war und einen einflussreichen Bekanntenkreis hatte, dem damaligen Prince of Wales, dem späteren britischen König Edward VIII., im Pariser Hôtel de Crillon „zugeführt“, damit dieser sexuelle Erfahrung sammele. Er war als Offizier der Grenadier Guards an der Westfront während des Ersten Weltkriegs stationiert, genoss aber vor allem das Pariser Nachtleben. Edward verliebte sich in Marguerite Alibert und schrieb ihr zahlreiche Liebesbriefe, auch sexuellen Inhalts und mit Klatsch über seine Familie. Gegen Kriegsende kühlte sich von Seiten des Prinzen die Beziehung ab, da er inzwischen eine andere Frau aus der britischen Oberschicht, Freda Dudley Ward, kennengelernt hatte. Als Alibert klar wurde, dass er eine Begegnung mit ihr mied, schickte sie ihm einen Brief mit Beschimpfungen, in dem sie ihn auf die Briefe hinwies, die sie in ihrem Besitz hatte. „Oh! Those bloody letters [...]“, schrieb er an einen seiner Berater, der ihn zuvor vor Alibert gewarnt hatte.
Im Mai 1919 heiratete Alibert in Venedig Charles Laurent, Sohn eines wohlhabenden Pariser Unternehmers. Laurents Familie hatte vergebens versucht, diese Verbindung zu verhindern. Alibert soll einer Vertrauten schon vor der Hochzeit anvertraut haben, sie gehe diese Ehe nur wegen ihrer Tochter ein, die sie zu sich holen wolle, und würde Laurent nach sechs Monaten vor die Tür setzen. Laurent, ein eher ernsthafter Mann, finanzierte ihr einen luxuriösen Lebensstil und ein teures Apartment. Als Laurent ein Posten im diplomatischen Dienst in Japan angeboten wurde, musste er Frankreich allein verlassen, denn Alibert entschied, in Paris zu bleiben. Die Ehe wurde am 30. März 1920 annulliert. Erneut erhielt Alibert eine hohe Abfindung, die es ihr erlaubte, das Apartment zu behalten, mehrere Dienstboten anzustellen und einen eigenen Reitstall zu unterhalten. Ihre Tochter Raymonde trug fortan Laurents Namen und wurde in ein englisches Internat geschickt.

### Ehe und Tod von Ali Fahmy
Zu Beginn der 1920er Jahre lernte Marguerite Alibert, die sich nun Madame Laurent nannte, auf einer Reise mit Raymonde in Ägypten den zehn Jahre jüngeren und sehr wohlhabenden ägyptischen Adligen Ali Kamel Fahmy kennen. 1922 trafen sich die beiden in Paris wieder; Alibert war zu dieser Zeit die Mätresse des reichen Chilenen Juan de Astorca. Das Paar begab sich auf eine Vergnügungsreise durch Unterhaltungsetablissements und Spielkasinos in Paris, Deauville und Biarritz, und Fahmy kaufte Marguerite Alibert wertvolle Juwelen. Im Dezember 1922 heirateten sie; im Ehevertrag wurde festgehalten, dass Alibert ihren Unterhalt verlieren würde, sollte sie die Scheidung einreichen. Schon eine Woche später beklagte er sich in einem Brief über die „schlechten Angewohnheiten“ seiner Frau. Wenige Tage später kam es zu einem ersten bedrohlichen Ehestreit zwischen den beiden mit gegenseitigen Morddrohungen. Zwei Mal reiste das Ehepaar nach Luxor, um die Ausgrabungen von Howard Carter zu besichtigen. Wenig später folgte eine formelle islamische Eheschließung, nach der Alibert auch Princess Munira Fahmy genannt wurde. Während einer Schiffsreise nach Triest stritten die beiden so heftig, dass der Kapitän einschreiten musste: „The Fahmys argied and bargied, clawed and scratched, bit and kicked their way from [...] Egypt to [...] Paris.“ („Die Fahmys stritten und zankten, krallten und kratzten, bissen und traten sich ihren Weg von [...] Ägypten nach [...] Paris.“)
Von Triest aus reisten die Eheleute nach Paris, wo Madame Fahmy vor den Augen ihres Mannes mit ihren männlichen Bekannten flirtete, woraufhin es während eines exklusiven Balls erneut zu gegenseitigen Beschimpfungen kam. Von Paris aus reisten die Fahmys nach London, wo sie am 1. Juli 1923 ankamen. Sie wohnten im Savoy mit einer Entourage, bestehend aus einem Sekretär, einem Kammerdiener, einer Zofe sowie Alis persönlichem sudanesischen Leibdiener.
Am 9. Juli kam es zwischen Marguerite und Ali Fahmy nach einem Theaterbesuch zu einer weiteren lautstarken Auseinandersetzung mit Tätlichkeiten von beiden Seiten. Marguerite plante, wegen eines operativen Eingriffs allein nach Paris zu reisen, was ihr Mann ihr untersagt hatte. Stunden zuvor hatte er mehrere Telegramme nach Paris gesandt, etwa an die Luxusgeschäfte Van Cleef & Arpels und Louis Vuitton, dass seiner Frau nichts auf seine Rechnung verkauft werden solle. Um 2.30 Uhr am Morgen gab Alibert nach einem neuerlichen heftigen Streit von hinten drei Schüsse auf ihren 23-jährigen Ehemann ab, als dieser in der Zimmertür stand, um den Schoßhund des Paares ins Zimmer zu holen. Fahmy wurde ins Charing Cross Hospital transportiert, wo er innerhalb einer Stunde starb. Seine Frau wurde in Untersuchungshaft genommen. Während dieser Haft stand sie unter besonderer Beobachtung der Special Branch, einer Polizeieinheit, deren besondere Aufgabe der Schutz der königlichen Familie war.

### Mordprozess
Am 10. September 1923 wurde der Mordprozess gegen Marguerite Alibert unter großer öffentlicher Teilnahme eröffnet; vor dem Gerichtsgebäude Old Bailey bildete sich eine lange Schlange von Wartenden, die vor allem aus Frauen bestand. Europaweit wurde über den Prozess in den Zeitungen berichtet, und ein Korrespondent der ägyptischen Zeitung al-Ahram war vor Ort. Die Angeklagte, in den Zeitungen zumeist Maggie Meller genannt, stellte sich als Opfer der „Brutalität und Gemeinheit“ ihres „orientalischen Ehemannes“ dar, der sie eingesperrt und misshandelt habe. Fahmy wurde als „Monster von östlicher Verderbtheit und Dekadenz“ beschrieben, der perversen Sexualpraktiken gefrönt habe, Marguerite Alibert hingegen als „hilflose europäische Frau“. Ihr Verteidiger Edward Marshall Hall, einer der renommiertesten britischen Strafverteidiger seiner Zeit, bezeichnete die Tat daher als „Notwehr“. Der Richter ließ nicht zu, dass Aliberts Vergangenheit vor der Tat angesprochen wurde, mutmaßlich um sicherzustellen, dass der Name des Prince of Wales ungenannt blieb. So berichteten die Zeitungen, dass der Richter schon bei einer Nachfrage der Anklage, ob Aliberts Vater nicht Droschkenkutscher gewesen sei, gerufen habe: „Das geht uns gar nichts an, ob der Vater der Angeklagten Kutscher oder Millionär gewesen ist!“  Alibert wurde am 15. September 1923 freigesprochen. Die Jury, die nichts von ihrem Vorleben erfahren hatte, benötigte eine Stunde für ihr Urteil.
Der Prozess löste in der britischen Presse eine Welle fremdenfeindlicher Empörung aus, der Freispruch führte in Ägypten und anderen arabischen Ländern wiederum zu Protesten. Das Frauenkomitee der ägyptischen Wafd-Partei verfasste einen Brief an die britische Presse und den High Commissioner Percy Lyham Loraine in Kairo. In dem Prozess seien orientalische Menschen im Allgemeinen und Ägypter im Besonderen verleumdet worden, was dazu diene, die kolonialistische Politik der Briten zu rechtfertigen. Loraine notierte: „It will be remembered that this sensational case caused a great deal of ill-feeling in Egypt.“

### Nach dem Prozess
Nach Ende des Prozesses verklagte Alibert die Familie ihres Ehemannes auf ihr Erbteil und monatlichen Unterhalt. Ein Gericht in Ägypten erkannte das britische Gerichtsurteil gegen sie nicht an und wies ihre Klage gegen die Familie ab. Bis zum Ende ihres Lebens lebte sie in einer Wohnung gegenüber dem Hotel Ritz in Paris. Nach ihrem Tode soll einer ihrer engen Vertrauten die verbliebenen Briefe von Prinz Edward vernichtet haben.

## Rezeption
In dem Buch The Prince, the Princess and the Perfect Murder mutmaßt der Autor Andrew Rose, ein pensionierter Richter, dass der Freispruch von Marguerite Alibert Resultat eines Deals gewesen sei. Im Gegenzug soll sie zugesagt haben, die kompromittierenden Liebesbriefe des Prince of Wales zurückzugeben und dessen Namen vor Gericht nicht zu erwähnen.
2013 strahlte der britische TV-Sender Channel 4 die Dokumentation Edward VIII's Murderous Mistress: Was there a cover-up of Edward VIII's fling with a murderess? aus.